# Диб, Серена
Сере́на Диб (англ. Serena Deeb, род. 29 июня 1986, Сиэтл, Вашингтон) — американский рестлер. В настроящее время выступает в All Elite Wrestling (AEW).
Получила известность, выступая в World Wrestling Entertainment на бренде SmackDown, а также в региональном отделении Florida Championship Wrestling под именем Серена. Диб также выступала в Ohio Valley Wrestling, где стала шестикратным женским чемпионом.

## Карьера в рестлинге

### World Wrestling Entertainment
Впервые Диб была показана в передачах World Wrestling Entertainment 19 мая 2009 года во время шоу ECW на канале Sci Fi. Она стояла за кулисами, когда Финли обращался к публике. Однако сама Диб отрицала, что подписала контракт с WWE, а промоутер Shimmer Дэйв Прэзак подтвердил, что она подписала контракт только 1 июля 2009 года.

### Florida Championship Wrestling (2009—2010)
15 июля 2009 года Серена дебютировала в WWE, приняв участие в шоу Florida Championship Wrestling. На нём она в команде с Марией и Ангелой Фонг одержала победу над Натальей, Лейлой и Алисией Фокс. В своём первом матче, который транслировался по телевидению, она оказалась сильнее Лейлы. Вскоре она сменила своё сценическое имя на Серена Мансини, а позже на Мия Мансини, под которым она играла роль дочери мафиози. 14 августа она одержала победу в четырёхстороннем матче за право принять участие в бою против Ангелы за титул Королевы FCW. В титульном матче она сумела удержать Ангелу и стала второй в истории Королевой FCW. Позже она несколько раз защищала титул против таких рестлеров, как Тиффани, Наталья, Саванна и Гейл Ким. В конце сентября был показан закулисный сегмент, в котором неизвестный человек сказал Мансини, чтобы та проиграла чемпионство Ангеле, однако та отказалась. 4 февраля 2010 года на шоу FCW Эй Джей Ли одержала победу на Сереной, которая объединила своего персонажа со SmackDown с ролью Мансини, и стала новой Королевой FCW. После этого матча было объявлено, о создании нового чемпионского титула — чемпиона див FCW и будет проведён турнир по определению чемпиона. По ходу турнира Серена одержала победу над Аксаной и Эй Джей Ли, но в финале проиграла Наоми Найт.

### All Elite Wrestling (2020-н.в.)
Диб дебютировала в All Elite Wrestling (AEW) 2 сентября 2020 года в эпизоде Dynamite, проиграв женской чемпионке NWA — Тандер Розе. 21 сентября AEW объявила, что Диб подписала контракт с промоушеном. 27 октября 2020 года Диб снова встретилась с Розой на мероприятии United Wrestling Network’s Primetime Live, где Диб победила Розу и впервые в своей карьере стала чемпионкой мира NWA среди женщин.

## В рестлинге
- Завершающие приёмы
  - Как Серена
    - Diva Devastation Fireman’s carry gutbuster)[25] — WWE
    - Spear[26] — независимые промоушены

  - Как Серена Манчини / Миа Манчини
    - Mancini Code (Inverted front powerslam)[27]
- Коронные приёмы
  - Arm drag[26][28]
  - Belly to belly suplex[29]
  - Monkey flip[26]
- Прозвища
  - «The Anti-Diva»[29] (WWE)
- Музыкальные темы
  - «Crash» Гвен Стефани (Shimmer)[30]
  - «Flashdance... What a Feeling» Айрин Кара (Shimmer)[31]
  - «This Fire Burns» Killswitch Engage (WWE)

## Титулы и достижения
- Florida Championship Wrestling
  - Королева FCW (1 раз)[1]

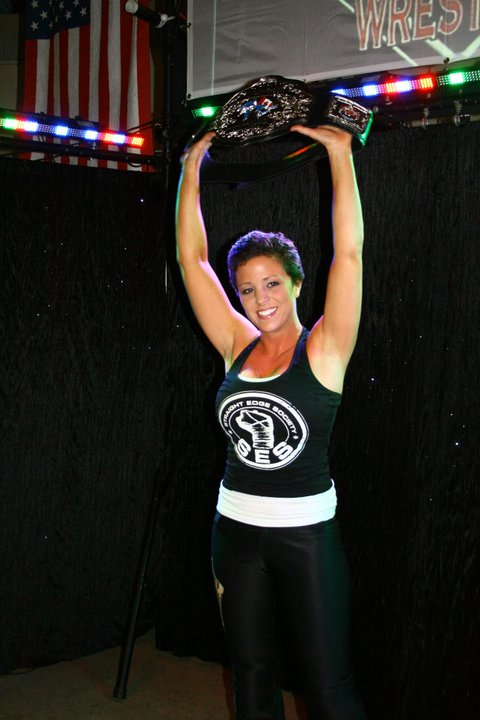
Диб в качестве чемпиона GLCW Ladies

- Great Lakes Championship Wrestling
  - GLCW Ladies Championship (1 раз)[32]
- National Wrestling Alliance
  - NWA World Women’s Championship (1 раз)
- Memphis Championship Wrestling
  - MCW Women’s Championship (1 раз)
- Ohio Valley Wrestling
  - OVW Women's Championship (6 раз)
- Pro Wrestling Illustrated
  - PWI ставит её на 16 место среди 50 лучших девушек-рестлеров в 2011 году[33]
- Pro Wrestling Syndicate
  - NWA France Women’s Championship (1 раз)[34]